# Camila Leiria
Camila Maria Leiria de Castro (Rio de Janeiro, 8 de maio de 1982) é uma voleibolista paralímpica brasileira. Conheceu a modalidade esportiva em 2013, após sofrer uma lesão na coluna, ter feito diversas cirurgias devido a um acidente de moto em 2011, além de possuir artrose severa no pé. Conquistou a medalha de bronze, primeira do Brasil na modalidade, nos Jogos Paralímpicos de Verão de 2016 no Rio de Janeiro, representando seu país após derrotar a Seleção Ucraniana por 3 sets a 0. Em 2019, nos jogos Parapan-Americanos de Lima, no Peru, a atleta ganhou medalha de prata no vôlei sentado. Além disso, nos Jogos Paralímpicos de Verão de 2020 em Tóquio, no Japão, ganhou medalha de bronze. 